# Profecías mesiánicas en el Antiguo Testamento
Las Profecías Mesiánicas son profecías bíblicas registradas en el Antiguo Testamento relacionadas con la identidad del Mesías, que habría de venir, en tiempos posteriores y al respecto hay al menos dos puntos de vista: el Judío y el cristiano. Ambos puntos de vista no coinciden al grado tal que dieron origen a dos religiones diferentes, pues unos creen que Jesús el Cristo es el Mesías que se anunció en las profecías y en el judaísmo, no lo consideran de esa manera, incluso muchas de ellas ni siquiera son consideradas como "profecías mesiánicas". Por lo tanto, los enfoques cristiano y judía difieren y no coinciden, salvo en algunos puntos, para el reconocimiento del Mesías.

## Profecías mesiánicas con enfoque Cristiano
Los Cristianos -incluyendo a los Judíos Mesiánicos- sostienen que las profecías ya fueron cumplidas en la persona de Jesús de Nazaret, salvo las aquellas que deberán cumplirse durante su Segunda Venida. El antiguo testamento, es una colección de libros que comparten los judíos y los cristianos, en el cual creen que están escritas que profecías mesiánicas, para lo cual los cristianos, creen que más de 300 fueron cumplidas con la presencia de Jesús en la tierra, por lo cual continuó con la historia anunciada y se le agregó libros al Antiguo Testamento los considerado como el Nuevo Testamento para agrupar hasta 73 libros en la Biblia católica, y 66 en la protestante.  Algunas de ellas se muestran. 

### El Mesías nacería en Belén (Miqueas 5:2)
Oh tú, Belén Efrata,
eres la más pequeña entre los miles de Judea,
de ti saldrá hacia mi aquel que será el gobernante en Israel.
Y su avance será desde el principio,
hasta el día de la eternidad.

### El Mesías nacería de una virgen (Isaías 7:14)
Por tanto, el Señor mismo os dará una señal: He aquí, una virgen concebirá y dará a luz un hijo, y le pondrá por nombre Emmanuel.

### El Mesías tendría autoridad profética solo comparable a la de Moisés (Deut. 18:18-19)
Un profeta como tú levantaré de entre sus hermanos, y pondré mis palabras en su boca, y él les hablará todo lo que yo le mande
Y sucederá que a cualquiera que no oiga mis palabras que él ha de hablar en mi nombre, yo mismo le pediré cuenta.

### El Mesías sería luz para los gentiles (Isaías 49:6-7)
Dice Él: Poca cosa es que tú seas mi siervo, para levantar las tribus de Jacob y para restaurar a los que quedaron de Israel;
también te haré luz de las naciones, para que mi salvación alcance hasta los confines de la tierra.
Así dice el SEÑOR, el Redentor de Israel, el Santo suyo,
al despreciado, al aborrecido de la nación,
al siervo de gobernantes:
Lo verán reyes y se levantarán,
príncipes, y se postrarán,
a causa del SEÑOR que es fiel,
del Santo de Israel que te ha escogido.

### El Mesías moriría (Salmos 22:14.16-18)
Soy derramado como agua,
y todos mis huesos están descoyuntados;
mi corazón es como cera;
se derrite en medio de mis entrañas.
Porque perros me han rodeado;
me ha cercado cuadrilla de malhechores;
me horadaron las manos y los pies.
Puedo contar todos mis huesos.
Ellos me miran, me observan;
"Sal 22:18  Repartieron entre sí mis vestidos,
```
Y sobre mi ropa echaron suertes."
```

### El Mesías montaría en un pollino (Zac. 9:9)
"Alégrate mucho, hija de Sion; da voces de júbilo",
"hija de Jerusalén; he aquí tu rey vendrá a ti",
"justo y salvador, humilde, y cabalgando sobre un asno",
"sobre un pollino hijo de asna."

### El Mesías sería vendido por 30 piezas de plata (Zac. 11:11. 12)
"Y fue deshecho en ese día, y así conocieron los pobres del rebaño que miraban a mí ",
" que era palabra de Yahvé. "
Zac 11:12  Y les dije: Si os parece bien, dadme mi salario; y si no, dejadlo."
" Y pesaron por mi salario treinta piezas de plata. "

### El Mesías tendría un mensajero que preparare el camino delante de Él. (Mal. 3:1)
"Mal 3:1  He aquí, yo envío mi mensajero, el cual preparará el camino delante de mí';(A)"
" y vendrá súbitamente a su templo el Señor a quien vosotros buscáis, y el ángel del pacto",
"a quien deseáis vosotros. He aquí viene, ha dicho Jehová de los ejércitos."

### El Mesías haría señales que nos mostrarían que Él está presente (Isa. 35:4)
"Decid a los de corazón apocado: Esforzaos, no temáis;"
"he aquí que vuestro Dios viene con retribución, con pago;""

### Dios mismo vendrá, y os salvará. (Isa 35:5)
"Entonces los ojos de los ciegos serán abiertos, "
"y los oídos de los sordos se abrirán. "
"Isa 35:6  Entonces el cojo saltará como un ciervo, y cantará la lengua del mudo;"
"(B) porque aguas serán cavadas en el desierto, y torrentes en la soledad."

## Profecías mesiánicas con enfoque judío
Los Judíos creen firmemente que las profecías están aún por cumplirse, habiendo diferentes opiniones sobre cómo y cuándo y también, señalan que muchas de las profecías señaladas por el cristianismo o bien, no son profecías propiamente dichas o bien, no tienen relación con el rey davídico anunciado por los profetas. Esto se basa en la lectura contextualizada de las citas y el texto hebreo per se.

### Objeciones a las Interpretaciones de las Profecías
Los mesiánicos consideran que en Isaías 7:14 se refiere a Jesús (Yeshua). Pero desde la interpretación del texto judío, dicha cita no se refiere a Jesus, ni mucho menos sobre un "mesías" engendrado anormalmente sino se refiere al hijo del Rey Ajaz y de la joven ('almma') Aviyah bath Zekaryau, (esposa del Rey Ajaz). En Isaías 7:1 se dice:
Y ocurrió en los días de Ajaz hijo de Yotham, hijo de Uziyahu, rey de Yehudah, que Retzin, rey de Siria (Aram), y Pekaj hijo de R’maliyahu, rey de Yisra’el, subieron a Yerushalaim en son de guerra, pero no pudieron prevalecer contra ella.
La tradicional interpretación judía indica que esto se dio en los días del Rey Ajaz (2 Melajim /Reyes 16: 1-20; 2 Divrey Hayamim / 2 Crónicas 28. 1-27).
En el verso 2 dice:
Y ellos fue referido a la casa de David.
“Aram (Siria) se ha aliado con Efraim”, dijéronle (al rey de Yehudah).
Y se conmovió su corazón y también el de su pueblo, como los árboles del bosque se conmueven con el viento.
La situación que se está viviendo es de una alianza entre Siria y Efraim, contra el reino del sur (Yehudah), al cual deseaban derrocar. Por eso dice en el verso 3 y 4, que el Elohim habla con Yeshayah lo siguiente:
Y dijo el Eterno –YHWH- a Yeshayahu:
“Anda ahora al encuentro de Ajaz, tú y Shear Yashuv tu hijo, al extremo del conducto del estanque superior, en el camino del campo del Batanero (Jobes).
4 Y dile (a Ajaz): “Cálmate, y tranquilízate. No temas, ni desmaye tu corazón (voluntad) por causa de esos dos cabos de tizones humeantes, por la ira furiosa de Retzin y Aram (Siria), y del hijo de R’maliyahu.

El reino del norte (Efraim) junto con Siria, y el pseudo-rey R'maliyahu están planeando un ataque contra el reino del sur, así como su rey (Ajaz), por esto dice en 2 Melejim / Reyes 16:9:
“Y atendió el rey de Asiria; pues subió el rey de Asiría contra Damasheq, y tomó, y llevo cautivos a los moradores a Kir, y mató a Retzin (rey de Siria-Aram)”

Lo cual corresponde con el verso 5 y 6: 
5 Porque Aram (Siria) ha aconsejado el mal contra ti, y también Efraim, y el hijo de R’maliyahu, diciendo: 6 “Subamos contra Yehudah, y hostilicémosla, y hagamos en ella una brecha, y pongamos un rey en medio de ella, o sea el hijo de Tav’al”,
Aquí claramente dice que el rey del norte R'maliyahu, y los sirios en derrocar al rey Ajaz, así como el gobierno del Sur (Judah), por eso dice: 6 “Subamos contra Yehudah, y hostilicémosla, y hagamos en ella una brecha, y pongamos un rey en medio de ella, o sea el hijo de Tav’al”, 

Ante los planes de R'maliyahu y el reino de Siria, son derrocados y esto es anunciado al profeta Yeshayah, por parte del Eterno, y por eso diga:
7 así dice el Eterno –YHWH- : “Eso no tendrá lugar, ni sucederá,

“Y atendió el rey de Asiria; pues subió el rey de Asiría contra Damasheq, y tomó, y llevo cautivos a los moradores a Kir, y mató a Retzin (rey de Siria-Aram)”
2 Melajim / Reyes 16:9 lo cual también encontramos claramente en Yeshayah 7:8:
8 porque la cabeza de Aram (Siria) es Damasheq, y la cabeza de Damasheq es Retzin, y dentro de setenta y cinco años Efarim será quebrantada de modo que no se más un pueblo.
Aquí claramente dice el Eterno -YHWH- que quebrara la monarquía del reino del norte, sin ninguna afirmación sobre un Mesías.

Ahora el profeta dice que en Samaría es donde reside R'maliyahu, y dice que el Eterno le manda decir al Rey Ajaz que tenga fidelidad para que esto pase, por esto dice el verso 9:
9 Y la cabeza de Efraim es Shomrón (Samaría), y la cabeza de Shomrón es el hijo de R’maliyahu. Si no tuvieras fidelidad, de seguro no seréis establecidos”.
A esto el mismo Eterno le dice al Rey Ajaz, que pida el rey una señal, para saber que Israel permanecerá, por eso dice Yeshayah 7:10 y 11:
10 Y volvió el Eterno –YHWH- a hablar a Ajaz, diciendo:

11 “Pide para ti una señal del Eterno –YHWH- Elohim. Pídela en lo profundo, o en lo alto”.
Ante lo cual el Rey Ajaz no se atreve a pedir una señal, y por esto diga:
12 Pero respondió Ajaz. “No pediré, ni tentaré al Eterno –YHWH-“.
ante lo cual el profeta Yeshayah anima al rey Ajaz que no dude en pedir la señal, por eso dice:
13 Y dijo (el profeta Yeshayah): “Escuchad ahora, oh casa de David. ¿Es pequeña cosa para vosotros cansar a los hombres que queréis también cansar a mi Elohim?
Es ante esta crisis que se procede entonces a dar una señal:
14 Por tanto el Señor mismo os dará una señal: He aquí que una joven (‘almá) dará a luz un hijo al que llamarán Imanu’el (Elohim con nosotros).
La palabra hebrea para «doncella» es אָמָה ('âmâh) La palabra hebrea para virgen es בְּתוּלָה (bethûlâh), sin embargo Bethulá no aparece en el texto hebreo. Tradicionalmente la exégesis cristiana interpreta la palabra 'almá' (doncella) como virgen, aunque no aparece en el Tanaj porque las doncellas solían ser vírgenes de lo contrario podrían sufrir lapidación, de ahí que la expresión hubiese sido traducida de esa manera en la Septuaginta.
Ahora, los judíos consideran que esto se cumplió en 2 Divrey HaYamim / 2 Crónicas 29-32, donde el profeta Yeshayah hace referencia a la joven Aviyah bath Zekaryau, (esposa del Rey Ajaz) la cual habría concebido a Immanuel o mejor conocido con el nombre de: Jiziqyahu, quien restablece al servicio de templo –Abodath haMiqdahs-( 2 Cr 29:3-36), el vuelve a celebrar Pesaj, (2 Cr 30), Jiziqyahu restablece el servicio de los sacerdotes y levitas (2 Cr 31:2), y él es librado de Senajerib (2 Cr 32: 20-23; 2 Reyes 19:1-37; Is 37:1-38). Por contrapartida, algunas fuentes cristianas argumentan que el Immanuel referido en la profecía debe ser el mesías, afirmando que en varios pasajes como Isaías 8:8; 9:5-6 y 11:1-16 dicho Immanuel es descrito abiertamente con las características propias del mesías (cf. Is 9:5-6 con 2 Sam 7:16).
Según el judaísmo, no existe relación alguna para decir que Yeshúa es Immanuel, pues la profecía se cumplió en los días del hijo del rey Ajaz, es decir Jiziqyahu. E indudablemente a la joven o doncella (‘almá) es Aviyah Bath Zekaryahu, y no a Miriam bath Ya’acov después de 400 años. 